# Hrvatski nogometni klub Suhopolje
Il Hrvatski nogometni klub Suhopolje, conosciuto semplicemente come HNK Suhopolje, è una squadra di calcio di Suhopolje, una cittadina nella regione di Virovitica e della Podravina (Croazia).

## Storia
Una squadra di calcio a Suhopolje, l'Olimpija viene fondata nel 1912 e rimane attiva fino al 1916.
Nel 1923 viene fondato il Tomislav che rimane attivo fino al 1942. Nel 1948 viene il momento del Mladost, il quale nel 1958 si fonde con il ND Partizan divenendo Partizan. Negli anni della Jugoslavia socialista milita sempre nei campionati regionali della Slavonia. Nel 1991 diviene PIK Mladost e nel 1992, dopo essersi collegato alla società sportiva della 127ª Brigata Virovitica, cambia il nome in NK Mladost 127. In questo periodo raggiunge i suoi migliori risultati: 4 anni in Prva HNL.
Nel 2000 il NK Mladost 127 va in bancarotta, nel 2001 cambia il nome in HNK Suhopolje, da allora milita nei campionati regionali.
Attualmente milita nella 1. ŽNL Virovitičko-podravska, quinta divisione del campionato in Croazia.

## Cronistoria
| Stagione | Campionato                          | Campionato | Campionato | Campionato                           | Coppa di Croazia |
| Stagione | Categoria                           | Liv.       | Posizione  | Verdetti                             | Coppa di Croazia |
| -------- | ----------------------------------- | ---------- | ---------- | ------------------------------------ | ---------------- |
| 1992     | 3. HNL Nord - girone A              | III        | 7º su 8    |                                      |                  |
| 1992–93  | 3. HNL Nord                         | III        | 4º su 16   |                                      |                  |
| 1993–94  | 3. HNL Nord                         | III        | 1º su 16   | Promosso in 2. HNL                   |                  |
| 1994–95  | 2. HNL Nord                         | II         | 2º su 16   | Passa in 1. HNL "B"                  |                  |
| 1995–96  | 1. HNL "B"                          | II         | 2º su 10   | Passa in 1. HNL "A"                  |                  |
| 1995–96  | 1. HNL "A"                          | I          | 10º su 14  |                                      |                  |
| 1996–97  | 1. HNL "A"                          | I          | 9º su 16   |                                      | 16esimi          |
| 1997–98  | 1. HNL                              | I          | 11º su 12  | Salvo dopo spareggio                 | Quarti           |
| 1998–99  | 1. HNL                              | I          | 12º su 12  | Retrocede in 2. HNL                  | Ottavi           |
| 1999–00  | 2. HNL                              | II         | -          | Ritirato                             | Preliminare      |
| 2000–01  | ???                                 |            |            |                                      |                  |
| 2001–02  | ???                                 |            |            |                                      |                  |
| 2002–03  | ???                                 |            |            |                                      |                  |
| 2003–04  | ???                                 |            |            |                                      |                  |
| 2004–05  | 3. HNL Nord                         | III        | 13º su 17  |                                      |                  |
| 2005–06  | 3. HNL Nord                         | III        | 1º su 18   | Non ottiene la licenza per la 2. HNL |                  |
| 2006–07  | 3. HNL Est                          | III        | 2º su 18   | Perde lo spareggio-promozione        |                  |
| 2007–08  | 3. HNL Est                          | III        | 1º su 18   | Promosso in 2. HNL                   |                  |
| 2008–09  | 2. HNL                              | II         | 10º su 16  |                                      | 16esimi          |
| 2009–10  | 2. HNL                              | II         | 11º su 14  |                                      | 16esimi          |
| 2010–11  | 2. HNL                              | II         | 16º su 16  | Va in bancarotta                     | Ottavi           |
| 2011–12  | ???                                 |            |            |                                      |                  |
| 2012–13  | 3. ŽNL Virovitičko-podravska        | VI         | 1º su 10   |                                      |                  |
| 2013–14  | 2. ŽNL Virovitičko-podravska        | V          | 1º su 14   |                                      | 16esimi          |
| 2014–15  | MŽNL Bjelovar-Koprivnica-Virovitica | IV         | 11º su 14  |                                      | Preliminare      |
| 2015–16  | 1. ŽNL Virovitičko-podravska        | V          | 1º su 14   |                                      | Preliminare      |
| 2016–17  | 1. ŽNL Virovitičko-podravska        | V          | 1º su 14   |                                      | Preliminare      |
| 2017–18  | 1. ŽNL Virovitičko-podravska        | V          | 1º su 14   |                                      |                  |
| 2018–19  | 1. ŽNL Virovitičko-podravska        | V          |            |                                      | Preliminare      |

## Colori sociali
I colori del club sono sempre stati il bianco e azzurro, eccetto negli anni come Mladost 127 in cui vestiva il giallo-verde.

## Strutture

### Stadio
Il HNK Suhopolje disputa le partite interne allo Stadion Park Vladimira Nazora. Lo stadio è stato costruito nel 1983 e, dopo la ristrutturazione del 1996, può ospitare 6000 spettatori (4100 i posti a sedere).

## Giocatori ed allenatori di rilievo
- Antun Marković

## Palmarès
- Treća HNL: 2

2006 (Nord); 2008 (Est);
- 1. ŽNL Virovitičko-podravska

2016; 2017; 2018